# Guillaume-Gabriel Nivers
Guillaume-Gabriel Nivers, né vers 1632 à Paris, où il meurt le 30 novembre 1714, est un organiste et compositeur français de la période baroque. Il est en outre un théoricien de la musique et un réformateur du chant grégorien.

## Biographie

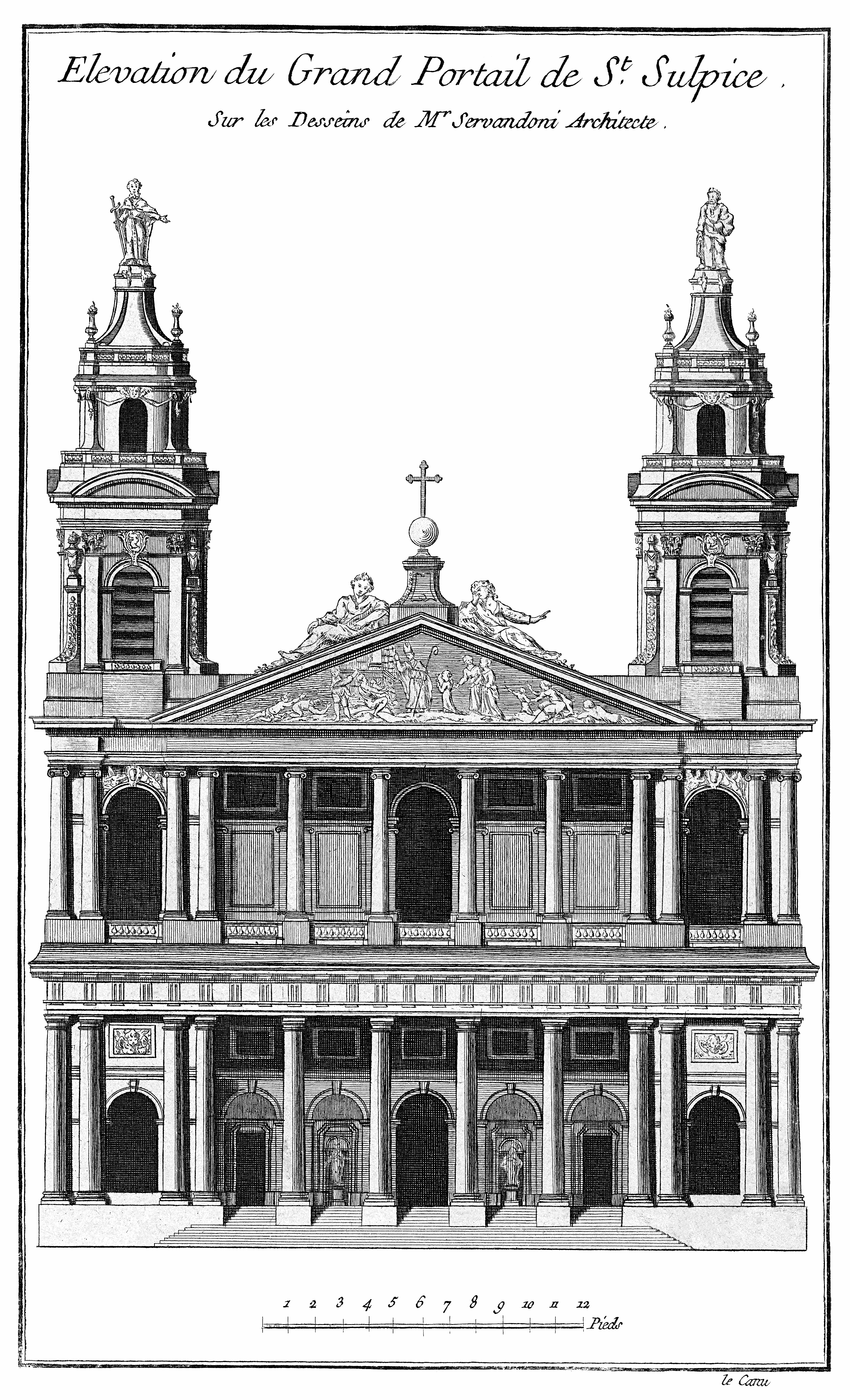
Façade de l'Église Saint-Sulpice de Paris.

Né vers 1632, Guillaume-Gabriel Nivers est fils d’Antoine, fermier de l’évêque de Paris et mort en 1635, et de Geneviève Guignard. Peu après 1643, il emménage rive gauche de la Seine avec sa mère et sa sœur, ayant précédemment habité la rive droite dans la paroisse Saint-Paul.
Il est possible qu’il ait été enfant de chœur « non entretenu » à l'église Saint-Sulpice (il faut bien qu’il ait appris le plain-chant quelque part…). Son apprentissage du clavecin avec Jacques Champion de Chambonnières reste hypothétique, même si ce dernier a eu une influence certaine sur ses œuvres. Durant sa jeunesse, il semble s’être lié d’amitié avec deux ecclésiastiques, le prêtre sulpicien Charles Picoté, accessoirement organiste amateur, et Antoine Raguier de Poussé, curé de Saint-Sulpice à partir de 1658 à la suite de Alexandre Le Ragois de Bretonvilliers.
Nivers devint organiste de l'église Saint-Sulpice sa paroisse (il habitait rue Férou) entre 1651 et 1653, probablement comme successeur direct de l’organiste Vincent Coppeau ; il conserve ce poste jusqu'en 1702, quand son neveu et élève Jean-Baptiste Totin lui succède. Sa rétribution à ce poste (300 lt, puis 400 et 500 lt, y compris les gages du souffleur) était plus modeste que celle des autres organistes de Paris.
Il se marie le 21 septembre 1668 avec Anne Esnault mais devient vite veuf, en 1688. Ce mariage tardif (à 36 ans) et son diplôme de maître ès arts obtenu à l'Université de Paris en 1662 pourraient indiquer qu'il ait eu au début le projet de la prêtrise. En 1690, il perd également son fils unique Gabriel-Joseph qui en 1688 était entré au Séminaire de la Congrégation de la Mission (les Lazaristes).
Le 19 juin 1678, après le décès de Jacques Chabanceau de La Barre, il est nommé organiste par quartier [trimestre] de la Chapelle royale au désir de Louis XIV, avec Nicolas Lebègue, Jacques Thomelin et Jean-Baptiste Buterne. Il obtient le quartier de juillet. Il résigne ce poste en 1708, au profit de Louis Marchand.
En 1681, il devient également maître de la Musique de la reine, en remplacement d'Henri Du Mont, partageant ce poste avec Paolo Lorenzani. Il a le semestre de juillet, jusqu’à la mort de la reine en 1683. En avril 1683, il échoue au concours de Versailles organisé par Louis XIV pour les postes de sous-maîtres de la Chapelle royale.
En 1686 enfin, il est chargé de la musique de la Maison royale de Saint-Louis à Saint-Cyr, couvent réservé aux jeunes filles de noble naissance. Il reste en place jusqu’à sa mort, travaillant en association Jean-Baptiste Moreau. Il compose là des chants et des motets et participe à diverses productions dramatiques comme claveciniste (telles Esther et Athalie de Racine). Son successeur est Louis-Nicolas Clérambault à partir de 1704.
Il se présente encore en 1696 à la candidature de compositeur de la Sainte-Chapelle de Paris, sans succès (c’est Marc-Antoine Charpentier qui prend le poste).
En octobre 1690, il dicte son premier testament. D’autres suivront, en 1691, 1707 et 1711. Son dernier testament donne des éléments concrets son aisance matérielle à la fin de sa vie, comme sur sa piété. À sa mort le 30 novembre 1714, il laisse des terres et une fortune de 200 000 livres, montant considérable qui témoigne de sa réussite.
Toute sa vie, Nivers a été un homme discret et digne de confiance, pieux, lié d’amitié avec plusieurs ecclésiastiques, et à sa mort généreux envers l’Église.

## Ses travaux sur le chant grégorien

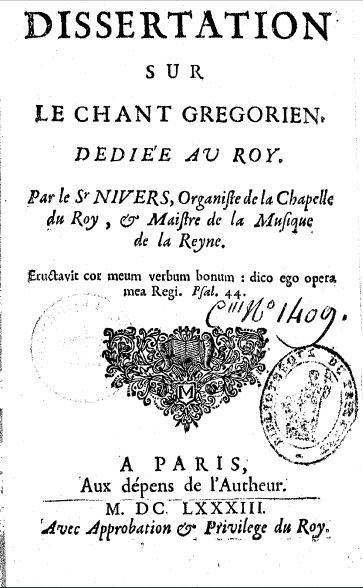
G G. Nivers, Dissertation sur le chant grégorien, Paris, 1683.

Le plain-chant a été pour Nivers une préoccupation importante et continue. Tout en s’inscrivant dans le contexte de la Réforme catholique, il fut l'un des acteurs les plus importants de son renouveau, comme compositeur, réviseur, théoricien et pédagogue.
Il regrette dans sa Dissertation de 1683 que celui-ci soit tombé dans nombre d’églises dans un état de désuétude ou de corruption sensible, que les livres de chant soient fautifs ou mal notés (quand ils ne sont pas absents), et que les prêtres y soient mal préparés. Il préconise donc que celui-ci soit largement révisé, en en respectant les règles, pour le remettre au service du texte et favoriser la prière. Il rappelle quelques règles de l’écriture du plain-chant sur les cadences successives, la non-répétition, la suppression des notes superflues, tout en introduisant « quelques notes avec prudence et discrétion » susceptibles d’améliorer certaines pièces.
Il a non seulement travaillé à réviser le plain-chant d’après les sources anciennes ; comme dans ses travaux pour les Prémontrés (vers 1675-1680), pour le graduel et l’antiphonaire pour les Bénédictins de Cluny ou pour ses Antiphonale romanum et Graduale romanum... « è puro fonte Romano elicitus accuratè notatur » (élaborés sur les sources romaines les plus pures), révisés entre 1680 et 1701 environ.
Dans ses collections de graduels et d’antiphonaires pour les communautés de religieuses (bénédictines, franciscaines et augustines), à partir de 1658, il promeut aussi une forme de plain-chant ornementé avec un rythme libre et variable, suivant un mouvement qui permet dès le début du XVIIe siècle de diffuser des livres liturgiques réservés aux dames religieuses. Les mélodies qu’il propose font des emprunts aux mélodies grégoriennes et gardent une souplesse bien adaptée au chant féminin, avec quelques agréments précisément notés.
Il travaille également à établir le plain-chant qui sera chanté dans la Maison Saint-Louis de Saint-Cyr, où la musique est très présente à la fois comme support de la piété et comme outil pédagogique. Plusieurs volumes manuscrits de chant des collections de la Bibliothèque municipale de Versailles ou de la Bibliothèque nationale gardent les traces de ces travaux. Plusieurs périodes se décèlent dans cette élaboration, la dernière (1700-1714) est celle qui fixe définitivement les règles liturgiques.
Les nombreux ouvrages qu’il publie à cet effet sont protégées par des privilèges successifs obtenus dès 1658 et régulièrement renouvelés, et sont majoritairement imprimés par la maison Ballard, à ses frais. Il en assure aussi lui-même une part de la diffusion.

## L’œuvre

### Pièces d’orgue

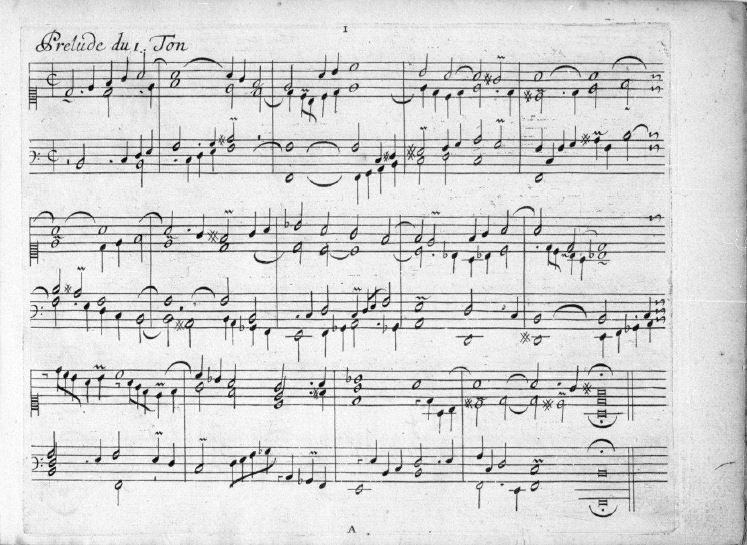
G.G. Nivers, Ier livre d'orgue (Paris, 1665).

Nivers a publié trois livres d'orgue dans une gravure élégante et soignée, soit plus de 200 pièces.
- 1. Livre d’Orgue Contenant Cent Pièces de tous les Tons de l’Église, Paris : l’auteur et Robert III Ballard, 1665. 4° obl., gravé par Luders. RISM N 710, Guillo 2003 1665-H, Davy-Rigaux 2004 p. 415. Réémis en 1667 (RISM N 711, Guillo 2003 n° 1667-F).

Contient au début des Observations sur le toucher et jeu de l'Orgue. Contient 12 suites de pièces arrangées sur les 8 modes ecclésiastiques.
- 2. Livre d’Orgue Contenant la Messe et les Hymnes de l’Église, Paris : l’auteur et Robert III Ballard, 1667. 4° obl., gravé par Luders. RISM N 712, Guillo 2003 n° 1667-G, Davy-Rigaux 2004 p. 415.

Contient une messe, des hymnes et des proses.
- 3. Livre d’Orgue des Huit Tons de l’Église, Paris : l’auteur et Christophe Ballard, 1675. 4° obl., gravé par Gillet. RISM N 713, Guillo 2003 n° 1675-A, Davy-Rigaux 2004 p.415.

Contient 7 suites de pièces arrangées sur les 8 modes ecclésiastiques.
Ces livres d'orgue sont les premiers à être publiés en France depuis ceux de Jehan Titelouze en 1623 et 1626. Avec les œuvres de Nicolas Lebègue, il est un des premiers à établir le caractère distinctif des compositions pour cet instrument et posent les bases du « style de l’orgue français », en lien fort avec la liturgie catholique comme avec la musique profane du temps. Ils consistent essentiellement en versets brefs, destinés à alterner avec le chœur lors du service divin. 
Les mouvements de cantus firmus, les préludes et les fugues suggèrent le contrepoint traditionnel de l'église, tandis que les duos, les récits, les diminutions et les dialogues reflètent les domaines séculiers de la danse, du solo instrumental ou de l'air vocal Leur écriture exploita autant les agréments typiques des compositeurs de musique pour luth et pour clavecin de l’époque, que toutes les richesses des timbres et des plans sonores l'orgue français (plein jeu, grand jeu, jeux d’anches…). La préface du premier livre riche d’enseignements sur le jeu de l’époque.
La compétence de Nivers pour les orgues lui avait valu d’être sollicité en 1683 pour la réception de l’orgue de Saint-Germain-l’Auxerrois et en 1687 pour celui de la Chapelle royale de Versailles (avant que la nouvelle chapelle soit construite en 1711).

### Chant romain

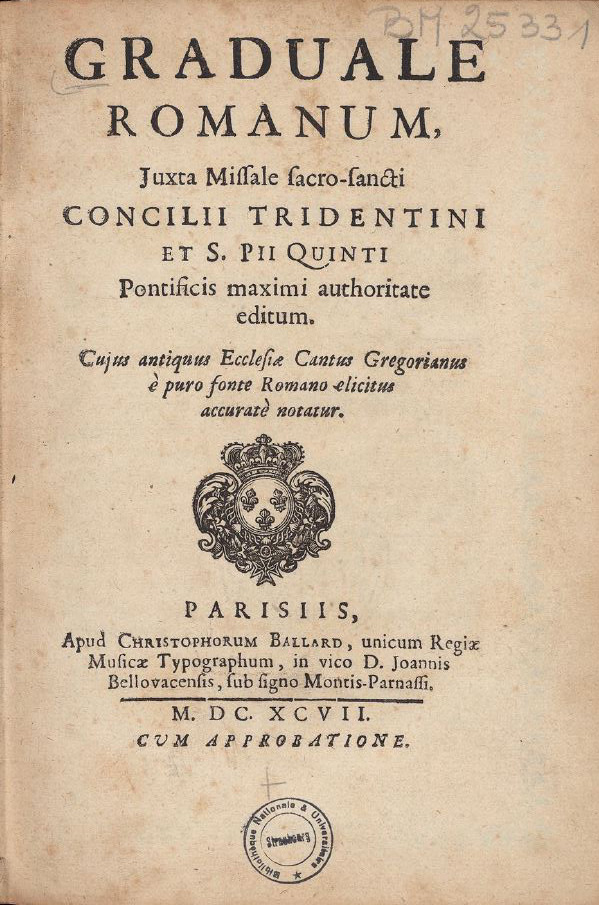
Graduale romanum, éd. GG Nivers, Paris, 1697. Strasbourg BNU.

- Graduale romanum, juxta missale sacro-sancti Concilii Tridentini et S. Pij Quinti Pontificis maximi authoritate editum. Cujus antiquus Ecclesiæ cantus gregorianus è puro fonte Romano elicitus accuratè notatur. [éd. G. G. Nivers]. – Paris : Christophe Ballard [ou] Robert et Nicolas Pépié [ou] Robert Hérissant, 1697. 4°. Davy-Rigaux 2004 p. 422. Réédité en 1706.
- Antiphonarium Romanum, juxta Breviarium sacro-sancti Concilii Tridentini et Pij Quinti Pontificis maximi authoritate editum. Cujus antiquus Ecclesiæ cantus gregorianus è puro fonte Romano elicitus accuratè notatur. – Paris : Christophe Ballard [ou] Pierre Hérissant [ou] Nicolas Pépié (impr. Christophe Ballard), 1701. 4°. Davy-Rigaux 2004 p. 422. Réédité en 1723.
- Le Processional avec les saluts; suivant l'Antiphonaire des Religieuses dressé par le sieur Nivers, organiste de la Chapelle du Roy. – Paris, chez l'auteur (impr. Christophe Ballard), 1706. Réédité en 1736. Davy-Rigaux 2004 p. 420.
- Processionale romanum, juxta breviarium sacro-sancti concilii tridentini et S. Pii Quinti Pontificis maximi authoritate editum… - Paris : Jean-Baptiste Christophe Ballard, 1723. Davy-Rigaux 2004 p. 422.

### Musique liturgique: antiphonaires et graduels pour les communautés de religieuses

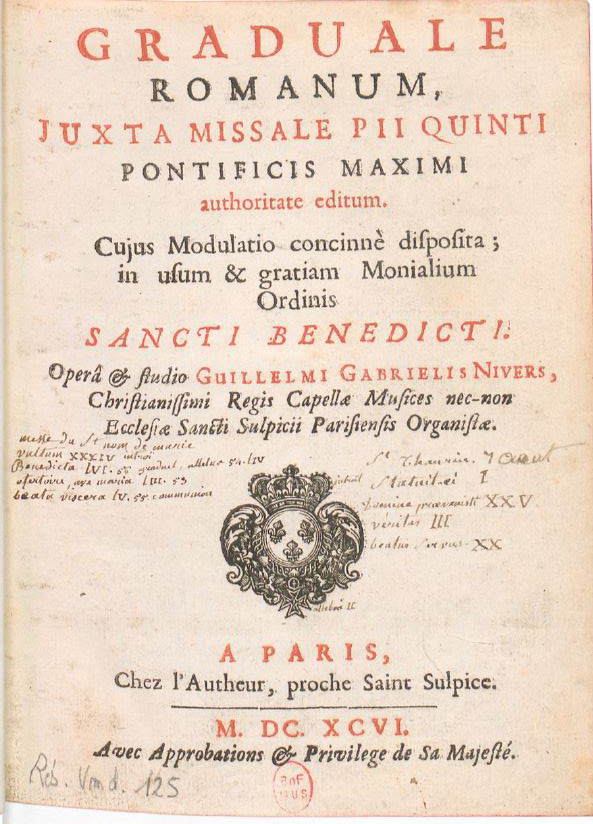
Graduale romanum... in usum… Ordinis S. P. Benedicti. Opera & studio G. G. Nivers.... Paris, 1696, Paris BnF.

- Antiphonarium romanum juxta breviarium Pii Quinti… opera et studio G. G. Nivers. – Paris, Robert III Ballard et l’auteur, 1658. 4°. Edition perdue, Guillo 2003 n° 1658-C. Davy-Rigaux 2004 p. 418.
- Graduale romano-monasticum… in usum… Benedicti militantum… Opera et studio G. G. Nivers. – Paris, Robert III Ballard, 1658. Guillo 2003 n° 1658-G, Davy-Rigaux 2004 p. 417.
- Graduale romano-monasticum… in usum… Augustini… Opera et studio G. G. Nivers. – Paris, Robert III Ballard, 1658. Guillo 2003 n° 1658-H, Davy-Rigaux 2004 p. 417.
- Graduale romano-monasticum… in usum… Francisci… Opera et studio G. G. Nivers.  – Paris, Robert III Ballard, 1658. Guillo 2003 n° 1658-I, Davy-Rigaux 2004 p. 417.
- Graduale romano-monasticum… in usum… Benedicti… Opera et studio G. G. Nivers. – Paris, Robert III Ballard, 1671. Guillo 2003 n° 1671-B, Davy-Rigaux 2004 p. 417.
- Antiphonarium romanum, juxta breviarium Pij V... in usum... Benedicti..., ed. G.-G. Nivers. - Paris, Robert III Ballard, 1671. 1 vol. 4°. Guillo 2003 n° 1671-C, Davy-Rigaux 2004 p. 418.
- Antiphonarium romanum, juxta breviarium Pij V... in usum... Augustini..., ed. G.-G. Nivers. - Paris, Robert III Ballard, 1671. 1 vol. 4°. Guillo 2003 n° 1671-D, Davy-Rigaux 2004 p. 419.
- Graduale romano-monasticum, in usum... monialium sub regula S. P. Benedicti militantium, ed. G. G. Nivers. - Paris, Robert III Ballard, 1671. 1 vol. 4°. Guillo 2003 n° 1671–M et –M2.
- Antiphonarium monasticum, juxta Breviarium Pauli Quinti Pontificis maximi authoritate editum… in usum monialium Ordinis S. P. Benedicti. Opera & studio Guillelmi Gabrielis Nivers...  - Paris : l’auteur [impr. Christophe Ballard], 1687. 4°. Davy-Rigaux 2004 p. 419.
- Antiphonarium romanum, juxta Breviarium Pauli Quinti Pontificis maximi authoritate editum… in usum monialium Ordinis S. Augustini. Opera & studio Guillelmi Gabrielis Nivers... - Paris : l’auteur [impr. Christophe Ballard], 1687. 4°. Davy-Rigaux 2004 p. 419.
- Antiphonarium romanum, juxta Breviarium Pauli Quinti Pontificis maximi authoritate editum… in usum monialium Ordinis S. Francisci. Opera & studio Guillelmi Gabrielis Nivers...  - Paris : l’auteur [impr. Christophe Ballard], 1687. 4°. Davy-Rigaux 2004 p. 419.
- Graduale monasticum, juxta Breviarium Pauli Quinti Pontificis maximi authoritate editum… in usum… Ordinis S. P. Benedicti. Opera & studio Guillelmi Gabrielis Nivers...  – Paris : l’auteur [impr. Christophe Ballard], 1687. 4°.
- Graduale romanum, juxta Breviarium Pauli Quinti Pontificis maximi authoritate editum… in usum… Ordinis S. Augustini. Opera & studio Guillelmi Gabrielis Nivers...  – Paris : l’auteur [impr. Christophe Ballard], 1687. 4°. Davy-Rigaux 2004 p. 418.
- Graduale romanum, juxta Breviarium Pauli Quinti Pontificis maximi authoritate editum… in usum… Ordinis S. P. Benedicti. Opera & studio Guillelmi Gabrielis Nivers...  – Paris : l’auteur [impr. Christophe Ballard], 1687. 4°.
- Graduale romanum, juxta Breviarium Pauli Quinti Pontificis maximi authoritate editum… in usum… Ordinis S. Francisci. Opera & studio Guillelmi Gabrielis Nivers...  – Paris : l’auteur [impr. Christophe Ballard], 1687. 4°.
- Antiphonarium monasticum, juxta Breviarium Pauli Quinti Pontificis maximi authoritate editum… in usum monialium Ordinis S. P. Benedicti. Opera & studio Guillelmi Gabrielis Nivers...  - Paris : l’auteur [impr. Christophe Ballard], 1696. 4°. Contient à la fin : Le Chant des pseaumes selon les huit tons de l'Eglise. Avec toutes leurs diverses terminaisons & variétés sillabiques. Davy-Rigaux 2004 p. 419. Réédité en 1736 (Davy-Rigaux 2004 p. 419).
- Antiphonarium romanum, juxta Breviarium Pauli Quinti Pontificis maximi authoritate editum… in usum monialium Ordinis S. Augustini. Opera & studio Guillelmi Gabrielis Nivers...  - Paris : l’auteur [impr. Christophe Ballard], 1696. 4°. Davy-Rigaux 2004 p. 419. Réédité en 1736 (Davy-Rigaux 2004 p. 419).
- Antiphonarium romanum, juxta Breviarium Pauli Quinti Pontificis maximi authoritate editum… in usum monialium Ordinis S. P. Benedicti. Opera & studio Guillelmi Gabrielis Nivers...  - Paris : l’auteur [impr. Christophe Ballard], 1696. 4°. Davy-Rigaux 2004 p. 419. Réédité en 1736 (Davy-Rigaux 2004 p. 419).
- Antiphonarium romanum, juxta Breviarium Pauli Quinti Pontificis maximi authoritate editum… in usum monialium Ordinis S. Francisci. Opera & studio Guillelmi Gabrielis Nivers...  - Paris : l’auteur [impr. Christophe Ballard], 1696. 4°. Davy-Rigaux 2004 p. 419. Réédité en 1736 (Davy-Rigaux 2004 p. 419).
- Graduale monasticum, juxta Breviarium Pauli Quinti Pontificis maximi authoritate editum… in usum… Ordinis S. P. Benedicti. Opera & studio Guillelmi Gabrielis Nivers...  – Paris : l’auteur [impr. Christophe Ballard], 1696. 4°. Davy-Rigaux 2004 p. 418. Réédité en 1734 (Davy-Rigaux 2004 p. 418).
- Graduale romanum, juxta Breviarium Pauli Quinti Pontificis maximi authoritate editum… in usum… Ordinis S. P. Benedicti. Opera & studio Guillelmi Gabrielis Nivers...  – Paris : l’auteur [impr. Christophe Ballard], 1696. 4°. Réédité en 1734 (Davy-Rigaux 2004 p. 418).
- Graduale romanum, juxta Breviarium Pauli Quinti Pontificis maximi authoritate editum… in usum… Ordinis S. Augustini. Opera & studio Guillelmi Gabrielis Nivers...  – Paris : l’auteur [impr. Christophe Ballard], 1696. 4°. Davy-Rigaux 2004 p. 418.
- Graduale romanum, juxta Breviarium Pauli Quinti Pontificis maximi authoritate editum… in usum… Ordinis S. Francisci. Opera & studio Guillelmi Gabrielis Nivers...  – Paris : l’auteur [impr. Christophe Ballard], 1696. 4°. Davy-Rigaux 2004 p. 418.

### Musique liturgique pour le Séminaire de Saint-Sulpice de Paris
- G. G. Nivers. In festo interioris Domini nostri Jesu-Christi. – Paris, Robert III Ballard, 1668. 4°. Guillo 2003 n° 1668-N et/ou –N2, Davy-Rigaux 2004 p. 416.
- Chants d’église, à l’usage de la paroisse de Saint-Sulpice. – Paris, Robert III Ballard, 1656. 1 vol. 12°. Davy-Rigaux 2004 p. 416, Guillo 2003 n° 1656-S, édition perdue. Chants réédités en 1707/1708 chez Christophe Ballard.
- Chants pour les offices de Saint-Sulpice. Manuscrit : Paris Compagnie des Pères de Saint-Sulpice, MS. 337. Davy-Rigaux 2004 p. 416.

### Musique liturgique: passions

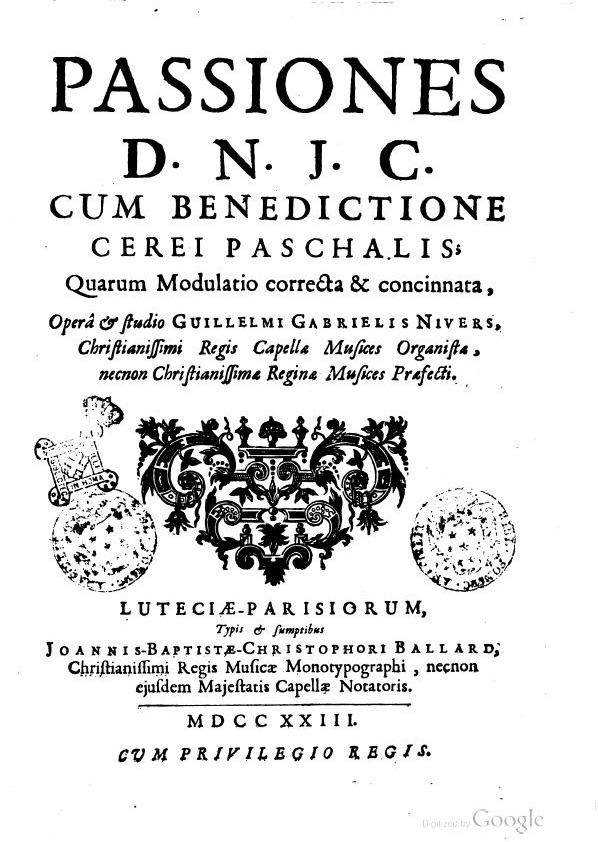
G.G. Nivers - Passiones..., Paris, 1723

- G. G. Nivers. Passiones D.N.J.C. cum Lamentationibus Jeremiæ prophetæ. Quarum modulatio correcta & concinnata, opera & studio Guillelmi Gabrielis Nivers, christianissimi Regis Capellæ musices organistæ, necnon christianissimæ Reginæ musices præfecti. – Paris, [Christophe Ballard] pour l'auteur, 1684. Davy-Rigaux 2004 p. 423. Edition probablement réédité en 1689 (perdue).
- G. G. Nivers. Passiones Domini nostri Jesu Christe cum benedictione cerei paschalis. – Paris, Robert III Ballard, 1670. 4°. Guillo 2003 n° 1670-K. Edition perdue, rééditée en 1723.
- G. G. Nivers. Les Passions avec l’Exultet et les Leçons de Ténèbres… - Paris, Ch. Ballard, 1689. Davy-Rigaux 2004 p. 424.
- G. G. Nivers, Passiones Domini N. J. C. cum Lamentionibus Jeremiae prophetae… - Paris, Fr. Léonard, 1698. Davy-Rigaux 2004 p. 423.
- G. G. Nivers. Passiones D.N.J.C. cum benedictione cerei paschalis ; quarum modulatio correcta & concinnata [à 1 v.]. Paris, Jean-Baptiste Christophe Ballard, 1723. RISM N 718, Davy-Rigaux 2004 p. 423.

### Musique liturgique: leçons de ténèbres
- G. G. Nivers. Les Leçons de ténèbres en plain-chant musical à l’usage de Paris. – Paris, Robert III Ballard, 1670. 8°. Guillo 2003 n° 1670-L, Davy-Rigaux 2004 p. 424. Edition perdue.
- G. G. Nivers. Les Lamentations du prophète Jérémie… de la composition du Sr Nivers organiste de la Chapelle du roy. – Paris, ‘auteur, 1704, grav. Roussel. Davy-Rigaux 2004 p. 424.
- Lamentationes Jeremiae prophetae, quarum modulatio correcte & concinnata [à 1 v.]. – Paris, Christophe Ballard, 1719. 4°. RISM N 716, Davy-Rigaux 2004 p. 423.. Réimprimées par Jean-Baptiste Christophe Ballard, 1723. RISM N 717. Réimprimées en 1741 (Davy-Rigaux 2004 p. 423).

### Musique liturgique: vêpres
- G. G. Nivers. Les Pseaumes de vespres des festes solennelles avec le Magnificat, en musique simple a 4. parties, selon les huit tons de l’Eglise du chant gregorien. – Paris : Christophe Ballard, 1692. 4 vol. 8°. Réédités en 1715 (édition perdue).

### Musique liturgique à l’usage de Cluny
- Antiphonarium monasticum ad usum sacri ordinis Cluniacensis… - Paris, L. Sevestre, 1693. Davy-Rigaux 2004 p. 422.

### Musique liturgique à l’usage des Prémontrés
- Antiphonarium Praemonstratense, ill. et rev. D. Michaelis Colbert… opera et studio G. G. Nivers… - Paris : G. Blaizot, 1680. Davy-Rigaux 2004 p. 421.
- Graduale Praemonstratense, ill. et rev. D. Michaelis Colbert… opera et studio G. G. Nivers… - Paris : G. Blaizot, 1680. Davy-Rigaux 2004 p. 421.
- Passiones Domini N.J.C. cum lamentationibus Jeremiæ prophetæ, : et formulis cantus ordinarii officii divini. Quarum modulatio correcta & concinnata, ad usum sacri & canonici Præmonstratensis ordinis, authoritate... et studio G. G. Nivers...  – Paris : Frédéric Léonard (impr. Christophe Ballard), 1683. 4°. Édition réémise en 1698 mais sans mention de cet ordre.

### Musique vocale

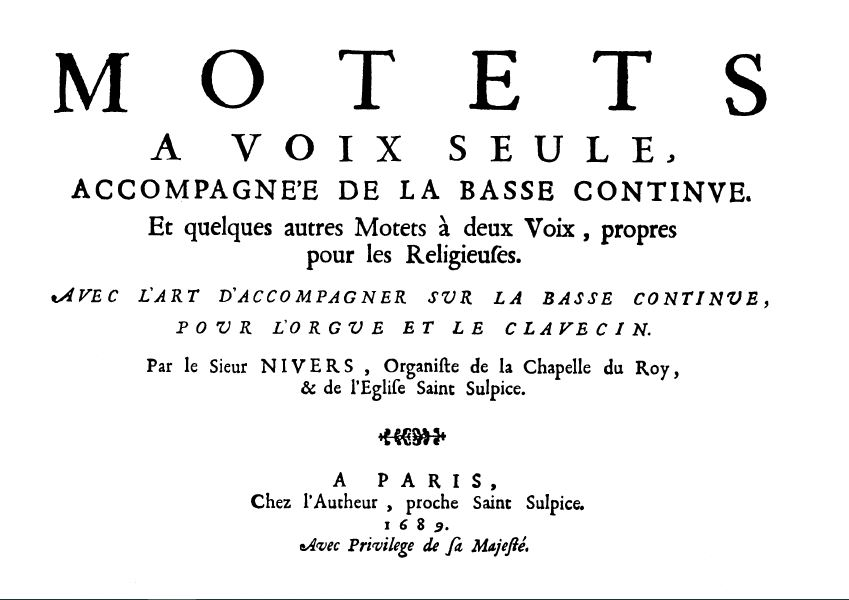
G.G. Nivers, Motets à voix seule, Paris, 1689.

- Motets à voix seule accompagnée de la basse continue et quelques autres motets à deux voix propres pour les Religieuses, avec l’art d’accompagner la basse pour la basse continue pour l’orgue et le clavecin, Paris, l’auteur, 1689. RISM N 715, Davy-Rigaux 2004 p. 416.

Les motets de Nivers sont représentatifs d'un style français encore peu marqué par l'influence italienne ; ils utilisent fréquemment des agréments et des rythmes irréguliers qui les rapprochent du récitatif. La préface est un des premiers textes français sur la pratique du continuo ; il montre comment accompagner les motets et le plain-chant « avec sagesse et modestie ».

### Musique vocale pour la Maison royale de Saint-Cyr

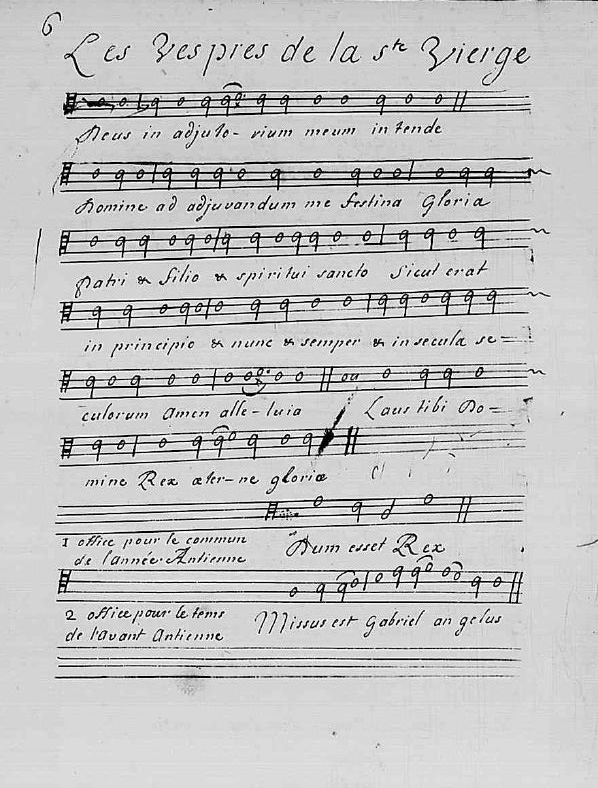
Nivers, Vespres de la Vierge pour Saint-Cyr, BM Versailles

- Offices divins à l’usage des dames et demoiselles établies par Sa Majesté à Saint Cyr. Dressez selon l’usage romain, conformément au chant de l’église [à 1 v.]. Paris, l’auteur, Christophe Ballard et Mazuel, 1686. 12°. RISM N 714, Davy-Rigaux 2004 p. 420.
- Chants et motets à l’usage de l’église et communauté des dames de la Royale Maison de St Louis à St Cyr. Tome premier contenant les messes, vespres, cérémonies avec les litanies… mise en ordre et augmentée de quelques motets par Mr Clérambault…  [suivi de] Motets à une et deux voix… tome second, contenant tous les motets qui se chantent aux saluts, composées par Mrs Nivers et Clérambault. – [Paris], Colin ; gravé par L. Hue, 1733. 2°, RISM N 719, Davy-Rigaux 2004 p. 420.

### Traités et méthodes
Positionné après Marin Mersenne et avant Jean-Philippe Rameau, Nivers reste un important théoricien de la musique de son époque. La fréquence de la réédition de ses travaux, tout comme certaines traductions, montre clairement l’influence qu’il a pu avoir.
- Méthode facile pour apprendre à chanter la musique, par un maistre célèbre de Paris. – Paris, Robert III Ballard, 1666. 8°, 28 p. Réédité par les Ballard en 1670, 1696 et 1702. Davy-Rigaux 2004 p. 415, RISM B-VI p. 620, Guillo 2003 n° 1666-Q, etc. Œuvre anonyme attribuée à Nivers.
- Traité de la composition de musique, par le sieur Nivers… – Paris, l’auteur et Robert III Ballard, 1667. 8°, 61 p. RISM B-VI p. 620, Guillo 2004 n° 1667-H, Davy-Rigaux 2004 p. 414. Réédité en 1712 par Christophe Ballard et traduit en néerlandais (Amsterdam, J.L. de Lorme et E. Roger, 1697).

Ce traité est largement connu hors de France et a été remarqué par Sébasien de Brossard. Il traite surtout des intervalles, des modes, des cadences, de l'écriture et de la fugue.
- Dissertation sur le chant grégorien… par le sieur Nivers, organiste de la Chapelle du roy et maistre de musique de la reyne…  – Paris, l’auteur et Christophe Ballard, 1683. 8°, 216 p. Davy-Rigaux 2004 p. 414, RISM B-VI p. 619.

Cette dissertation traite de l’esthétique du plain-chant et argumente les réformes de Nivers sur ce répertoire. Elle donne aussi des précisions sur le rôle de l'orgue au sein de la liturgie catholique.
- Méthode certaine pour apprendre le plein-chant de l’Eglise. Dressée par le sieur Nivers compositeur en musique et organiste de la Chapelle du roy. – Paris, Christophe Ballard, 1698. 8°, 47 p. Davy-Rigaux 2004 p. 414, RISM B-VI p. 619. Rééditée par la maison Ballard en 1699, 1706, 1711, 1745 et 1749.
- Manière de toucher l’orgue dans toute la propreté et délicatesse qui est en usage aujourd’huy à Paris. Manuscrit attribué à Nivers. Paris Ars. : MS-3042. Davy-Rigaux 2004 p. 414.

### Discographie sélective
- Œuvres vocales et instrumentales, par Louis Thiry, Henri Ledroit et Michelle Ledroit sur l'orgue Louis-Alexandre Clicquot de l'église de Houdan, Solstice, 1985.
- Motets & Hymnes de l’eglise, Les Demoiselles de Saint-Cyr, dir. Emmanuel Mandrin, orgue et direction. CD Auvidis Astrée 1997.
- Messe pour le Port-Royal (H 5) et Motets. Guillaume-Gabriel Nivers : Pièces pour orgue (extraites des 3 livres) Ensemble Arianna , direction et continuo : Marie-Paule Nounou. Frédéric Muñoz à l'orgue historique Jean-Baptiste Micot (1772) de l'ancienne cathédrale de Saint-Pons de Thomières (Hérault Occitanie). 1 CD ARION 68714. 2005
- Messe, suites et motets par Kei Koito, à l'orgue Boizard de l'abbaye de Saint-Michel-en-Thiérache et l'Ensemble Gilles Binchois, direction Dominique Vellard, 2 CD, Radio-France, 2004.
- (1er) Livre d’orgue contenant cent pièces de tous les tons de l’Église (1665), extraits. Yves-G. Préfontaine. 1753. Œuvres du Livre d'Orgue de Montréal, Lebègue, Nivers, Marchand et d'Anglebert. Orgue Juget-Sinclair op. 35 de la Chapelle du Musée de l'Amérique francophone, Québec. Atma Classique ACD2 2717 (2016).

### Sur YouTube
- Pièces d'orgue du 1er ton, Jean-Luc Perrot, orgue de Bolbec.